# بیگانه ۳
بیگانه ۳ (به انگلیسی: Alien 3) فیلم علمی-تخیلی ترسناک آمریکایی محصول ۱۹۹۲ به کارگردانی دیوید فینچر است. این فیلم سومین قسمت در مجموعه فیلم‌های بیگانه به‌شمار می‌رود و مستقیماً دنبالهٔ فیلم بیگانه‌ها در سال ۱۹۸۶ محسوب می‌شود. از بازیگران این فیلم می‌توان به سیگورنی ویور، چارلز اس. داتون، چارلز دنس و لانس هنریکسن اشاره کرد.
این فیلم با مشکلات زیادی در فرایند تولید روبه‌رو شد، از جمله فیلم‌برداری بدون فیلمنامهٔ کامل و تغییر مداوم فیلمنامه‌نویسان و کارگردانان. فینچر که اولین تجربهٔ کارگردانی بلند سینمایی‌اش را با این فیلم رقم زد، در نهایت پس از لغو پروژه‌ای که قرار بود توسط وینسنت وارد کارگردانی شود، به این پروژه پیوست.
بیگانه ۳ توسط فاکس قرن بیستم در ۲۲ مه ۱۹۹۲ در ایالات متحده به نمایش درآمد. اگرچه در گیشهٔ آمریکا عملکرد ضعیفی داشت، اما در خارج از آمریکای شمالی بیش از ۱۰۰ میلیون دلار فروش کرد. نقدهای فیلم ترکیبی بود و بسیاری آن را نسبت به دو قسمت قبلی مجموعه ضعیف‌تر دانستند. فینچر بعدها این فیلم را به دلیل دخالت‌های استودیو که باعث شد از دیدگاه اصلی او فاصله بگیرد، از خود ندانست. با این حال، فیلم نامزد جایزه اسکار بهترین جلوه‌های تصویری شد. دنبالهٔ این فیلم با نام بیگانه: رستاخیز در سال ۱۹۹۷ اکران شد. در سال ۲۰۰۳، نسخهٔ بازنگری‌شده و گسترده‌تری از فیلم بدون دخالت فینچر منتشر شد که با استقبال بهتری مواجه شد.

## داستان
پس از رویدادهای فیلم بیگانه‌ها، یک تخم زنومورف (بیگانه‌ریخت) در سفینه فضایی نیروهای دریایی استعماری به نام سولاکو باز می‌شود و یک فیس‌هاگر (صورت‌چسب) آزاد می‌شود. این موجود باعث ایجاد آتش‌سوزی می‌شود و رایانه سفینه یک کپسول نجات را فعال می‌کند که شامل الن ریپلی، نیوت، هیکس و اندروید آسیب‌دیده بیشاپ است. این چهار نفر در حالت تعلیق سرمازیستی قرار دارند. کپسول نجات بر روی سیارهٔ فیورینا «فیوری» ۱۶۱، یک تأسیسات اصلاحی با امنیت بالا و محل نگهداری زندانیان با تمایلات ضد اجتماعی، سقوط می‌کند. زندانیان کپسول سقوط کرده و مسافران آن را پیدا می‌کنند. فیس‌هاگر به سگ یکی از زندانیان به نام اسپایک نزدیک می‌شود.
ریپلی توسط کلمنس، افسر ارشد پزشکی زندان، بیدار می‌شود که به او اطلاع می‌دهد او تنها بازمانده است. مدیر زندان، هارولد اندروز، می‌گوید حضور او ممکن است تأثیرات مخربی داشته باشد. ریپلی اصرار دارد که کلمنس یک کالبدشکافی روی نیوت انجام دهد و اجساد او و هیکس را بسوزانند، زیرا نگران است که نیوت حامل یک جنین بیگانه باشد. با وجود اعتراضات مدیر و دستیارش آرون، کالبدشکافی انجام می‌شود و هیچ جنینی یافت نمی‌شود. مراسم تدفین با سخنرانی رهبر روحانی دیلون برگزار می‌شود و اجساد به داخل کوره انداخته می‌شوند. در همین حال، در بخش دیگری از زندان، یک زنومورف چهارپا از اسپایک متولد می‌شود.
ریپلی در زباله‌دانی زندان، بیشاپ آسیب‌دیده را پیدا می‌کند و قبل از آن که توسط چهار زندانی به گوشه‌ای رانده شده و تقریباً مورد تجاوز گروهی قرار گیرد، او را می‌یابد. دیلون او را نجات می‌دهد و ریپلی به بهداری بازمی‌گردد و بیشاپ را دوباره فعال می‌کند. بیشاپ تأیید می‌کند که یک فیس‌هاگر با آن‌ها به فیورینا آمده است و این موضوع تحت اطلاع شرکت وی‌لند-یوتانی بوده است.
با رشد زنومورف به اندازهٔ کامل، این موجود مورفی، بوگز و رینز را می‌کشد و زندانی طردشده گولیک را به وضعیت روان‌پریشی سابقش بازمی‌گرداند. ریپلی به اندروز در مورد تجربیات قبلی خود با زنومورف‌ها اطلاع می‌دهد و پیشنهاد می‌کند که همه برای شکار و کشتن این موجود همکاری کنند. با این حال، تأسیسات بدون سلاح هستند و تنها امید آن‌ها سفینهٔ نجاتی است که وی‌لند-یوتانی برای ریپلی می‌فرستد.
زنومورف به ریپلی و کلمنس در بهداری حمله می‌کند و کلمنس را می‌کشد و او را در گوشه‌ای گیر می‌اندازد، اما به طرز عجیبی او را نمی‌کشد و عقب‌نشینی می‌کند. ریپلی به سالن غذاخوری می‌شتابد تا دیگران را هشدار دهد. اندروز به آرون دستور می‌دهد او را به بهداری بازگرداند، اما خودش به داخل هواکش کشیده شده و توسط زنومورف کشته می‌شود.
ریپلی با کمک آرون خود را اسکن کرده و جنین یک ملکه زنومورف را در درون خود مشاهده می‌کند. او متوجه می‌شود که وی‌لند-یوتانی قصد دارد این جنین را برای استفاده در جنگ‌افزارهای زیستی به دست آورد.
از آنجا که زنومورف به دلیل وجود جنین در بدن ریپلی نمی‌تواند او را بکشد، ریپلی از دیلون می‌خواهد او را بکشد. دیلون موافقت می‌کند، به شرطی که ابتدا او به آن‌ها کمک کند تا زنومورف را نابود کنند. آن‌ها نقشه‌ای برای به دام انداختن زینومورف در بخش قالب‌ریزی و غرق کردن آن در سرب مذاب می‌کشند. در این عملیات تعقیب و گریز، همهٔ زندانیان به جز دیلون و مورس کشته می‌شوند. دیلون با فداکاری خود زنومورف را به داخل قالب هدایت می‌کند و مورس سرب مذاب را روی آن‌ها می‌ریزد. زنومورف با وجود غرق شدن در سرب، از قالب فرار می‌کند. ریپلی با فعال‌کردن سیستم آبپاشی، شوک حرارتی ایجاد کرده و زنومورف را منفجر می‌کند.
تیم وی‌لند-یوتانی از جمله نیروهای کماندو و مردی که شبیه بیشاپ است، به فیورینا می‌رسند. او ادعا می‌کند که سازندهٔ بیشاپ است و از ریپلی می‌خواهد جراحی کند تا جنین ملکه را از بدنش خارج کنند و وعده می‌دهد که آن را نابود خواهد کرد. ریپلی این پیشنهاد را رد می‌کند و روی سکویی متحرک می‌ایستد که مورس آن را روی کورهٔ ذوب قرار می‌دهد.
تیم وی‌لند-یوتانی برای متوقف‌کردن او به مورس شلیک می‌کنند، اما آرون با آچاری به مرد شبیه به بیشاپ حمله می‌کند و خودش توسط کماندوها کشته می‌شود. ریپلی بدون توجه به التماس‌های آن‌ها، خود را به داخل کوره پرتاب می‌کند، در حالی که ملکهٔ جنین از بدنش خارج می‌شود و همراه با او می‌سوزد. تأسیسات بسته می‌شوند و مورس، تنها بازمانده، به خارج هدایت می‌شود، در حالی که آخرین پیام ضبط‌شدهٔ ریپلی از فضاپیمای نوسترومو پخش می‌شود.

## بازیگران
- سیگورنی ویور در نقش الن ریپلی
- چارلز اس داتون
- چارلز دنس
- لانس هنریکسن
- کلایو منتل